# Kassandra-kompleks
Kassandra-kompleks (også kaldet Kassandra-'syndrom', -'fænomen', -'forudsigelse', -'dilemma', eller -'forbandelse'), er en betegnelse som hæftes på helt korrekte advarsler eller bekymringer, der ikke bliver troet.
I Græsk mytologi var Kassandra (Græsk: Κασσάνδρα, "hun som forfører mænd") (også kendt som Alexandra) datter af kong Priamos og dronning Hekabe af Troja. Hendes skønhed forledte Apollon til at skænke hende profetiens gave. Men da hun ikke gengældte hans kærlighed, nedkaldte Apollon en forbandelse over hende, sådan at ingen ville tro på hendes forudsigelser.
Kassandra havde viden om fremtidige begivenheder, men kunne hverken ændre dem eller overbevise andre om sine spådomme.
Metaforen er blevet brugt i en lang række sammenhænge: som psykologi, miljøvidenskab, politik, økonomi, naturvidenskab, film, indenfor erhvervslivet og i filosofi og har været kendt siden 1949, da den franske filosof Gaston Bachelard fremkom med betegnelsen 'Kassandra-kompleks' som en henvisning til forestillingen om at begivenheder kan erkendes i forvejen.